# Spelaeomysis longipes
Spelaeomysis longipes is een kreeftachtigensoort uit de familie van de Lepidomysidae. De wetenschappelijke naam van de soort is voor het eerst geldig gepubliceerd in 1964 door Pillai & Mariamma.